# Bulbo uretrale di Kobelt
Il bulbo di Kobelt, chiamato anche bulbo uretrale anteriore (o prossimale), membranoso, cavernoso, spugnoso o lacunoso è una notevole struttura collocata all'inizio dell'uretra bulbare, presso il bulbo del pene nel perineo. Comprende in sé lo slargamento dell'uretra noto come fossa del bulbo, nonché la porzione prossimale espansa del corpo spugnoso uretrale e dei corpi cavernosi dell'uretra, che forma un notevole rigonfiamento alla base del pene ventrale. Solcato da diverse creste uretrali (tra cui spicca la cresta del bulbo), si trova a stretto contatto con i muscoli dello sfintere uretrale esterno, nonché i muscoli uretrale, bulboghiandolare e bulbospugnoso. Comprende numerose ghiandole uretrali e periuretrali (incluse alcune importanti ghiandole bulbouretrali), che emettono nella fossa del bulbo il proprio secreto lubrificante e fortemente antimicrobico, volto a proteggere e sfiammare l'uretra maschile.
L'esatta funzione di questa struttura è dibattuta, ma recenti studi hanno mostrato un importante ruolo nella continenza urinaria e nell'evitare l'eiaculazione retrograda.

## Nomi e classificazione

### Nomi
Il bulbo di Kobelt viene anche chiamato bulbo uretrale (o dell'uretra), bulbo anteriore, bulbo anterogrado, bulbo prossimale, bulbo membranoso, bulbo cavernoso, bulbo spugnoso, bulbo spongioso, bulbo lacunoso, bulbo lacunare.

### Eponimo
Il nome di questa struttura è un eponimo dell'anatomista tedesco Georg Ludwig Kobelt, che descrisse per primo il bulbo del pene.

### Classificazione
Il bulbo dell'uretra non è una struttura omogenea, poiché comprende in sé diversi organi: il primo tratto dell'ampolla uretrale (coincidente con la fossa del bulbo uretrale), il corpo ghiandolare (costituito dalle ghiandole e dai dotti parauretrali), nonché i due principali corpi dell'uretra (il corpo spugnoso e i due corpi cavernosi).

### Distinzione dal bulbo posteriore
Se si escludono manuali altamente specifici, il termine bulbo dell'uretra si riferisce in automatico al bulbo uretrale di Kobelt. In alcuni casi, tuttavia, può essere necessario distinguere questa struttura da uno slargamento presente nell'uretra intraprostatica: si parla dunque di bulbo anteriore (o prossimale - anterogrado). Occorre tuttavia specificare che il bulbo posteriore, o prostatico, non è una struttura paragonabile al bulbo di Kobelt: al contrario, indica semplicemente il punto più ampio e dilatabile dell'uretra prostatica.

## Anatomia

### Descrizione

#### Struttura generale
Il bulbo del pene, situato in profondità nel perineo, è costituito dalla base rigonfia del pene ventrale: un'estremità di forma vagamente sferica, dilatata, che designa una cospicua estroflessione appena sotto il diaframma urogenitale. All'interno di questa struttura rigonfia si sviluppa uno slargamento a fondo cieco dell'uretra bulbare, noto come fossa del bulbo uretrale, che costituisce la porzione interna del bulbo di Kobelt. Al suo esterno, invece, il bulbo penieno è circondato dalla porzione iniziale, dilatata e sferica, del corpo uretrale, costituito da tre cilindri: il corpo spugnoso uretrale e i corpi cavernosi dell'uretra; queste strutture costituiscono la porzione esterna del bulbo di Kobelt.

#### Suddivisione
Come si è anticipato, il bulbo dell’uretra non è un’entità anatomica omogenea, ma comprende in sé tre diverse strutture: 
- La fossa del bulbo uretrale è un notevole slargamento fusiforme del canale urinario, situata all’inizio dell’uretra bulbomembranosa. Corrisponde alla prima sezione dilatata (testa) dell’ampolla uretrale, ed è la seconda fossa uretrale per importanza dopo la più grande fossa navicolare, situata nell’omonimo segmento dell’uretra maschile.[27][28][29] La forma e le dimensioni della fossa sono determinate dall'anatomia del bulbo del pene in cui è collocata. Alla fossa interbulbare è annessa la parte più limitrofa del corpo ghiandolare, ovvero l’insieme delle ghiandole e dei dotti uretrali caratteristici dell’uretra maschile.[6][23][24]

- Il bulbo del corpo spugnoso è la sezione iniziale, dilatata e di forma vagamente sferica, del corpo spugnoso uretrale, un notevole cilindro di spugna uretrale che circonda l’intera uretra spugnosa, dal bulbo fino al meato uretrale esterno. Il bulbo spugnoso circonda il bulbo del pene, e contiene al proprio interno la porzione non limitrofa del corpo ghiandolare, ovvero l’insieme delle ghiandole e dei dotti periuretrali e parauretrali caratteristici dell’uretra maschile.[14][19][25][26] È anche attraversato dai dotti delle ghiandole bulbouretrali diaframmatiche ed accessorie, collocate all'interno di muscoli protettivi nella zona periuretrale.[14][30][31]

- Il bulbo dei corpi cavernosi è la sezione iniziale, dilatata e di forma vagamente sferica, dei corpi cavernosi uretrali, due semicilindri che avvolgono il corpo spugnoso, dal bulbo fino al tratto più distale della fossa navicolare. Il bulbo cavernoso, perforato da camere vacue note come lacune o seni cavernosi, circonda il bulbo spugnoso.[32][30][31]

Dal bulbo costituito dai corpi uretrali si dipartono inoltre i crura penis: le radici del pene, due peduncoli simmetrici, lunghi in genere 4 - 7 cm, che ancorano e fissano la sezione ventrale del pene nel perineo. Questi peduncoli rappresentano, inoltre, una continuazione dei corpi cavernosi nella regione più profonda del perineo e nelle pelvi.

### Caratteristiche

#### Relazione con i muscoli uretrali
Il bulbo dell'uretra è in stretta connessione con numerosi muscoli parauretrali, in particolare:
- È situato immediatamente sotto lo sfintere uretrale esterno, un muscolo composito volto a permettere la minzione e l'emissione di secrezioni uretrali (inclusa l'eiaculazione). in particolare è contiguo con il compressore dell'uretra, le cui fibre muscolari uretraciniche si riuniscono nell'uretra esterna, un anello che circonda l'uretra membranosa.[37][38][39]
- È collocato lateralmente ai muscoli bulbouretrali: due piccoli muscoli, concentrici e di forma anulare, che circondano e proteggono le ghiandole accessorie bulbouretrali. In alcuni mammiferi, in particolare i ruminanti, questi muscoli sono molto sviluppati e appartengono allo sfintere uretrale esterno.[40][41][9]
- È circondato completamente dal muscolo bulbospugnoso: un muscolo costituito da due lobi simmetrici, che svolge un ruolo fondamentale nei processi della minzione, dell'emissione di secrezioni e dell'erezione.[42][43][44]

#### Creste uretrali
La fossa del bulbo uretrale è caratterizzata da numerose pliche mucose: le creste uretrali. Nell'uretra peniena, queste pliche risultano generalmente meno rilevanti, ma a livello della fossa bulbare assumono dimensioni maggiori. La più importante di queste strutture è nota come cresta del bulbo: collocata in genere nel centro della fossa, appare come una cospicua piega della mucosa, e riceve diversi dotti bulbouretrali. Notevoli sono anche i frenuli della cresta uretrale: una biforcazione della cresta uretrale principale, che parte dall'uvula della vescica e si divide in due sezioni a livello dell'uretra membranosa, continuando a livello dell'uretra bulbare.

#### Dotti uretrali e parauretrali
L'uretra maschile è circondata da un complesso fortemente ramificato e labirintico di ghiandole uretrali e periuretrali, appartenenti ad innumerevoli tipologie. L'uretra lacunosa, in particolare, è avvolta dalle suddette ghiandole fino a formare una complicata struttura simile ad un corallo, inclusa nel corpo spugnoso dell'uretra e nota come corpo glandulare o zona dei dotti parauretrali. Queste ghiandole riversano nell'uretra le proprie secrezioni, con funzione lubrificante, antinfiammatoria, fortemente antimicrobica e protettiva per il pavimento uretrale; svolgono inoltre un importante ruolo nella produzione del liquido preseminale. Gli orifizi dei dotti parauretrali formano delle cavità circolari nella parete uretrale, di dimensione variabile, chiamate lacune o cripte uretrali di Morgagni.
Tra i dotti più importanti, vi sono quelli di Littré e di Guérin, situati sia all'interno della mucosa sia nella zona circostante, entro il corpo spugnoso. Sono inoltre numerose le ghiandole endoepiteliali di Halls, situate all'interno della mucosa uretrale. In aggiunta, a livello della fossa del bulbo sboccano i dotti parauretrali provenienti da gran parte delle ghiandole bulbouretrali di Cowper. In particolare, i dotti provenienti dalle ghiandole diaframmatiche si riuniscono in un coppo lungo 2,5 - 4 cm (pur restando separati) e sboccano nel pavimento della fossa; i dotti originati dalle ghiandole accessorie, invece, tendono a sfociare nei presi della cresta bulbouretrale. Infine, le ghiandole bulbouretrali di Cowper sono collocate nel corpo spugnoso o nella mucosa, e riversano il proprio secreto nell'intera ampolla uretrale.

#### Vascolarizzazione
Il bulbo uretrale è innervato dal plesso di Kobelt, di cui spicca l'arteria del bulbo uretrale.

## Funzione
L'esatta funzione di questo cospicuo slargamento è discussa, ma alcune ricerche ipotizzano che svolga un ruolo importante nell'ambito della continenza urinaria, vista la sua connessione con il soprastante sfintere uretrale esterno. Le indagini che supportano questa tesi sono state effettuate appositamente su pazienti che avevano subito una uretro-prostatectomia radicale o una resezione laser della prostata, a distanza di almeno sei mesi per escludere gli influssi dei sintomi irritativi dovuti alla chirurgia.
Altri studi sembrano invece prediligere un'altra spiegazione, sostenendo che serva ad impedire la minzione durante l'erezione e l'eccitazione, nonché il reflusso delle secrezioni uretrali in vescica (pre-eiaculazione ed eiaculazione retrograda). Questa ipotesi sarebbe supportata dalla capacità del bulbo uretrale di gonfiarsi ed allargarsi nella fase eccitatoria che, insieme agli spasmi indotti dal muscolo bulbospongioso e al rigonfiamento del corpo uretrale, occluderebbe temporaneamente il lume, garantendo la direzione anterograda delle secrezioni (dirette verso il meato uretrale esterno).
Un'ultima teoria sostiene che il bulbo uretrale funga da ampolla per la raccolta omogenea dell'urina e delle secrezioni sessuali, ovvero l'eiaculazione e la pre-eiaculazione, considerando anche che le ghiandole di Cowper riversano il proprio secreto nella testa dell'ampolla uretrale.

## Clinica

### Patologie
Il bulbo dell'uretra può essere soggetto a diverse patologie, che coinvolgono in genere la fossa uretrale. Tra le più comuni, si annoverano:
- Infezioni (uretriti e parauretriti) e infiammazione.[70][71][72]
- Lesioni iatrogene uretrali, dovute a traumi meccanici e tra le patologie più frequenti dell'uretra maschile.[73][74][75][76]
- Restringimenti anomali del lume, dovuti in genere a lesioni iatrogene (stenosi uretrale, valvola uretrale).[70][71][72][77]
- Cisti uretrale o parauretrale, dovuta in genere all'iperplasia o rigonfiamento delle ghiandole annesse all'uretra o al corpo spugnoso.[78][59][79]
- Diverticolo uretrale o parauretrale, spesso conseguenza di una cisti ghiandolare eccessivamente allargata.[80][81][82]
- Raramente, i corpi uretrali, l'uretra e le sue ghiandole possono sviluppare neoplasie.[83][84][85]

#### Catetere
La presenza del catetere urinario aumenta fortemente il rischio di infezioni, poiché ostruisce il drenaggio del secreto uretrale. Viene inoltre limitato fortemente l'apporto del fattore antimicrobico uretrale e delle sostanze protettive, con il rischio di lasciare l'epitelio uretrale scoperto verso fenomeni infettivi o infiammatori. Inoltre, solo nel maschio sono estremamente frequenti i traumi iatrogeni dell'uretra e, conseguentemente, delle ghiandole uretrali e dei relativi dotti.